# Espronceda
Pour l’article homonyme, voir José de Espronceda pour le poète espagnol.
Espronceda (en basque Esprontzeda) est une ville et une municipalité de la Communauté forale de Navarre (Espagne).
Elle est située dans la « zone non bascophone » de la province et à 75,4 km de sa capitale, Pampelune. Le castillan est la seule langue officielle alors que le basque n’a pas de statut officiel. Elle fait partie de la mérindade d'Estella. Le secrétaire de mairie est aussi celui de Azuelo et Torralba del Río.

## Démographie
| Évolution démographique                                    | Évolution démographique | Évolution démographique | Évolution démographique | Évolution démographique | Évolution démographique | Évolution démographique | Évolution démographique | Évolution démographique | Évolution démographique | Évolution démographique |
| 1996                                                       | 1998                    | 1999                    | 2000                    | 2001                    | 2002                    | 2003                    | 2004                    | 2005                    | 2006                    | 2007                    |
| ---------------------------------------------------------- | ----------------------- | ----------------------- | ----------------------- | ----------------------- | ----------------------- | ----------------------- | ----------------------- | ----------------------- | ----------------------- | ----------------------- |
| 178                                                        | 181                     | 178                     | 171                     | 167                     | 170                     | 164                     | 162                     | 158                     | 151                     | 144                     |
| Sources: Espronceda et instituto de estadística de navarra |                         |                         |                         |                         |                         |                         |                         |                         |                         |                         |

### Sources
- (es) Cet article est partiellement ou en totalité issu de l’article de Wikipédia en espagnol intitulé « Espronceda (Navarra) » (voir la liste des auteurs).